# Schloss Hochneukirchen

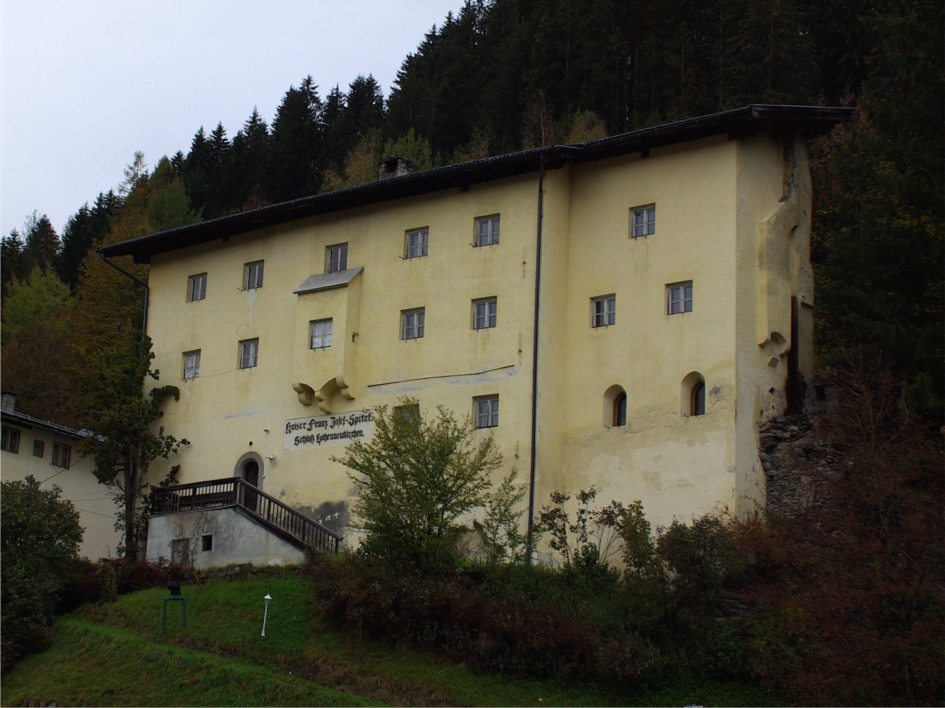
Schloss Hochneukirchen

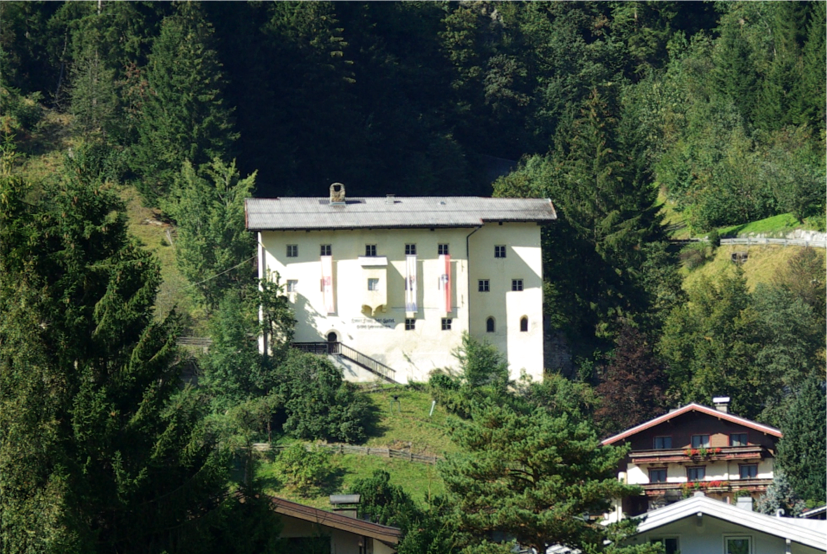
Schloss Hochneukirchen

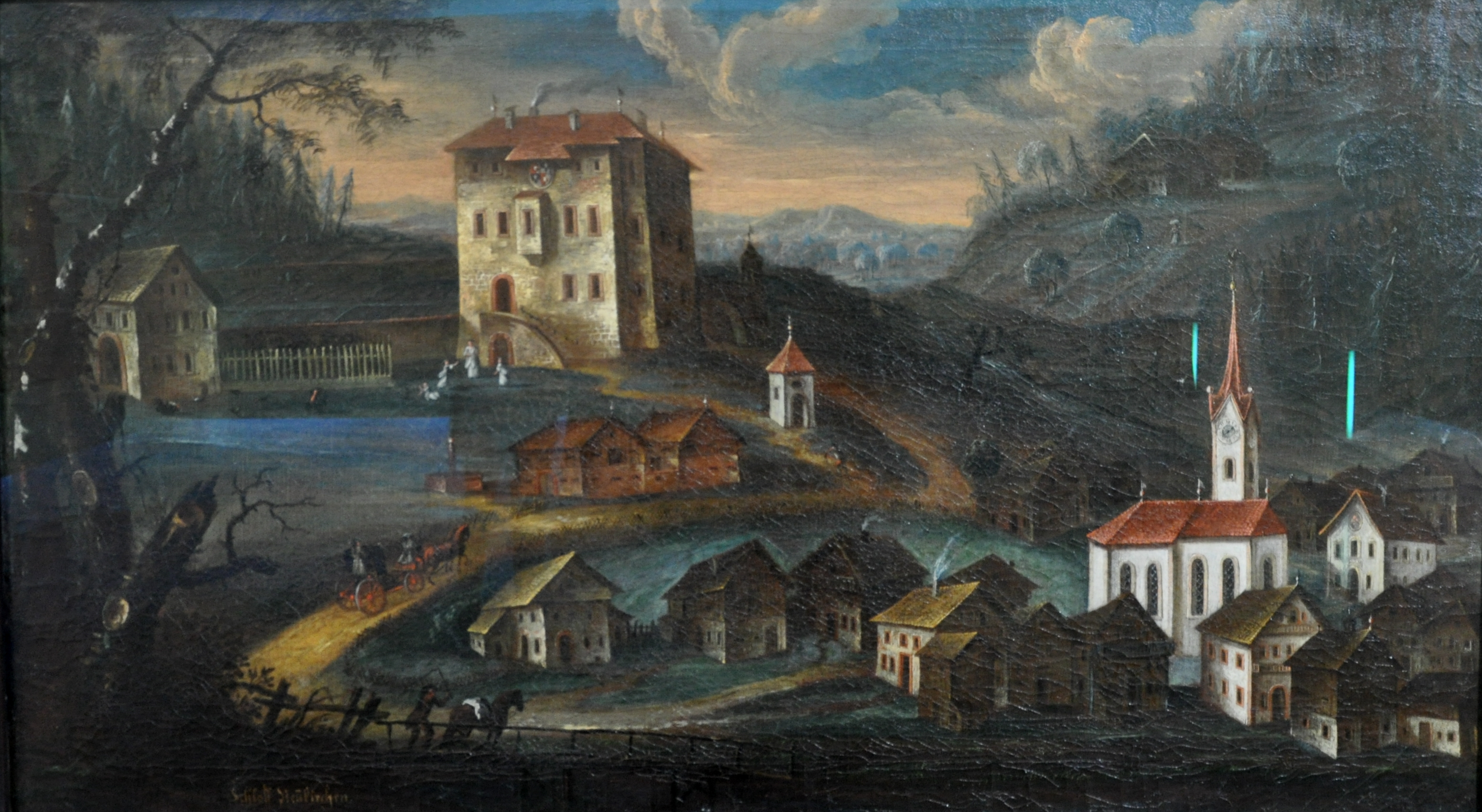
Schloss Hochneukirchen, Gemälde von Franz Xaver König, um 1760

Schloss Hochneukirchen, auch Hohenneukirchen genannt, liegt in der Gemeinde Neukirchen am Großvenediger (Schlossgasse 2) im Bezirk Zell am See im Pinzgau im Bundesland Salzburg in der Nähe der Wisbachschlucht.

## Geschichte
Das Schloss war die Stammburg der Herren von Neukirchen, die ihrerseits Gefolgsleute der Grafen von Mittersill waren. Bereits 1126 werden Herwich und Penno von Neukirchen genannt. Die Burg dürfte im Wesentlichen bereits im 13. Jahrhundert errichtet worden sein. 1811 wurde bei Umbauarbeiten im ehemaligen Großen Saal im ersten Obergeschoß die Jahreszahl 1247 gefunden. Aus der damaligen Zeit sind Walter und Jakob von Neukirchen bekannt. Die Herren von Neukirchen erhielten einen Teil der Hieburg bis 1297 als Wohnsitz und konnten ihren Einfluss über große Teile des Oberpinzgaus ausdehnen. Bedeutsame Mitglieder dieser Familie waren Konrad von Neukirchen (um 1400) als Pfleger von Mittersill und Balthasar von Neukirchen, Pfleger von Taxenbach. Der letzte aus diesem Geschlecht war der kinderlos verstorbene Georg von Neukirchen († 1547), der die Burg Mittersill erfolglos gegen die aufständischen Bauern zu verteidigen versuchte.
1558 wurde der gesamte Besitz der Herren von Neukirchen durch die Witwe des Georg und deren Nichten an Erasmus und Christoph von Kuenburg verkauft, welche auch die Herrschaft Hieburg erwarben. Der Besitz wird in einen bis 1811 bestehenden Familien-Fideikommiss umgewandelt. 1850 verkaufen die Kuenburgschen Erben das Schloss an den Herrn Linden aus London. Dieser erwies sich allerdings als ein Hochstapler; aus dessen Konkursmasse erwarben die Salzburger Kaufleute Duregger, Trauner und Saulich das Schloss. 1877 kauft die Gemeinde Neukirchen das Schloss für den Armenfonds und richtet hier ein Altersheim ein. 1889 kam es unter die Leitung der Halleiner Schulschwestern und wurde zu einem Kranken-, Armen- und Versorgungshaus umgestaltet. 1958 erwarb die Gemeinde Neukirchen das Schloss und baute es zu einem Altenheim um.

## Baugeschichte und Schloss Hochneukirchen heute
Die Burg stammt zumindest aus dem 13. Jahrhundert. Durch den Wisbach wurde der Bau immer wieder bedroht bzw. der Burgfelsen sogar weggespült. 1627 mussten umfangreiche Bauarbeiten zur Sicherung des Schlosses durchgeführt werden. Dabei wurden die Grundmauern unterfangen, die Mauerlöcher geschlossen, die Fenster und Böden erneuert und das Dach neu eingedeckt. Die alte Rindmauer wurde um zehn Werkschuh abgetragen und niedriger wieder aufgebaut. An den talseitigen Ecken wurde je ein kleiner Turm errichtet. 1645 wurde eine Wasserleitung angelegt. 1691 waren erneut Sicherungsarbeiten wegen Setzungen der Mauern notwendig. 1722 wurden Stall und Tenne neu aufgebaut. Vor 1800 wird berichtet, dass nur mehr ein Teil des Schlosses bewohnbar ist; die Kapelle und weite Teile der Mauern, darunter auch das Brauhaus, seien eingestürzt. 1817 wird als Notbehelf ein flaches Dach aufgesetzt.
Das Schloss besitzt einen annähernd quadratischen Grundriss. An der Südwest- und der Südost-Ecke sind schmale Anbauten angefügt. Die Bauhöhe des Schlosses und die Stützmauer sind vermutlich von der älteren Burg, ebenso der über eine Freitreppe erreichbare Eingang, über dem sich ein einfacher Rechteckerker befindet. Das Innere des Schlosses ist durch Adaptierung zu einem Krankenhaus bzw. ein Altenheim mehrmals verändert worden.